# Hurra Hurra Die Schule Brennt
"Hurra Hurra Die Schule Brennt" és una cançó de la banda alemanya Extrabreit, el significat del qual és "Hurrah Hurrah L'escola Està Cremant-se". La banda britànica Busted va versionar la cançó l'any 2003, amb versos reescrit en anglès i el cor cantat en alemany. El senzill va ser només lliurat a Alemanya. Tot i així, 	
el vídeo va ser presentat a la secció interactiva del CD del senzill "Crashed the Wedding" al Regne Unit i va ser la cara-b (b-side) de la versió en casset del mateix senzill.

## Chart Performance
| Llista (2003)          | Posició |
| ---------------------- | ------- |
| Austrian Singles Chart | 20      |
| German Singles Chart   | 19      |
| Swiss Singles Chart    | 34      |

## Llista de pistes

### CD 1
1. "Hurra Hurra Die Schule Brennt"
2. "You Said No" - Clean Version
3. "Last Summer"
4. "Hurra Hurra Die Schule Brennt" - Vídeo

### CD 2
1. "Hurra Hurra Die Schule Brennt"
2. "Sleeping With The Light On" - Nova versió
3. "Year Three School Said No" [Medley]
4. "Sleeping With The Light On" - Vídeo en directe